# شهرستان پیتسیلوانیا
شهرستان پیتسیلوانیا (به انگلیسی: Pittsylvania County) یک منطقهٔ مسکونی در ایالات متحده آمریکا است که در ویرجینیا واقع شده‌است. شهرستان پیتسیلوانیا ۲٬۵۳۳٫۰۲ کیلومتر مربع مساحت و ۶۳٬۵۰۶ نفر جمعیت دارد.